# Icius pseudocellatus
Icius pseudocellatus là một loài nhện trong họ Salticidae.
Loài này thuộc chi Icius. Icius pseudocellatus được Embrik Strand miêu tả năm 1907.